# Хлороцтова кислота
Хлороцто́ва кислота́ — це органічна сполука класу галогенкарбонових кислот з хімічною формулою {\displaystyle {\ce {Cl-CH2-COOH}}}.

## Будова
Хлороцтова кислота може бути у 4 кристалічних формах: α-, β-, γ- та δ-формі. Найстабільнішою є α-форма. В α-формі кислота має моноклінну сингонію. Параметри кристалічної гратки у α-формі: а = 538 пм, b = 1927 пм, с = 801 пм, β = 109,5°.

## Хімічні властивості
Проявляє хімічні властивості, характерні для карбонових кислот: утворює солі, естери:
{\displaystyle {\ce {Cl-CH2-COOH +ROH <=>[H_2SO_4]Cl-CH2-COOR +H2O}}}

### Реакції нуклеофільного заміщення
Як і інші галогенкарбонові кислоти, вступає у реакції нуклеофільного заміщення.
При нагріванні водного розчину чи розчину солі утворюється гідроксиетанова кислота:
{\displaystyle {\ce {Cl-CH2-COOH + H2O ->HO-CH2-COOH + HCl}}}
{\displaystyle {\ce {Cl-CH2-COOH + OH- ->HO-CH2-COOH + Cl-}}}
При взаємодії з аміаком зазвичай утворюється аміноетанова кислота, але за певних умов усі три атоми гідрогену аміаку можуть прореагувати, утоврюючи нітрилотриоцтову кислоту:
{\displaystyle {\ce {Cl-CH2-COOH +NH3 -> H2N-CH2-COOH + HCl}}}
{\displaystyle {\ce {3Cl-CH2-COOH +NH3 -> N(CH2-COOH)3 + 3HCl}}}
Реакція з ціанідом калію дає ціанооцтову кислоту:
{\displaystyle {\ce {Cl-CH2-COOH + KCN -> NC-CH2-COOH + KCl}}}
Реакція з йодидом натрію є важливим методом одержання йодетанової кислоти:
{\displaystyle {\ce {Cl-CH2-COOH +NaI -> I-CH2-COOH + NaCl}}}

### Утворення хлорангідриду
При взаємодії з трихлоридом фосфору, тіонілхлоридом чи фосгеном утворює хлорангідрид:
{\displaystyle {\ce {3Cl-CH2-COOH +PCl3 ->3Cl-CH2-CCl=O + H3PO3}}}
{\displaystyle {\ce {2Cl-CH2-COOH +SOCl2 ->2Cl-CH2-CCl=O + SO2 + H2O}}}
{\displaystyle {\ce {2Cl-CH2-COOH +COCl2 ->2Cl-CH2-CCl=O + CO2 + H2O}}}

## Отримання
Отримують α-галогенуванням оцтової кислоти у присутності червоного фосфору чи трихлориду фосфору. Роль каталізатора полягає у тому, що він перетворює оцтову кислоту на її хлорангідрид, який хлорується за атомом карбону швидше, ніж оцтова кислота:
{\displaystyle {\ce {CH3-COOH + PCl3 -> CH3-COCl + POCl + HCl}}}
{\displaystyle {\ce {CH3-COCl + Cl2 -> Cl-CH2-COCl + HCl}}}
{\displaystyle {\ce {Cl-CH2-COCl + CH3-COOH -> Cl-CH2-COOH + CH3-COCl}}}
Іншим способом є гідратація трихлоретилену з подальшим гідролізом у присутності сульфатної кислоти:
{\displaystyle {\ce {Cl-CH=CCl2 + H2O -> Cl-CH2-CClO + HCl}}}
{\displaystyle {\ce {Cl-CH2-COCl + H2O ->[H_2SO_4][{190 °С}]Cl-CH2-COOH + HCl}}}

## Токсичність
Хлороцтова кислота дуже токсична. Подразнює дихальні шляхи, викликає опіки. Опіки шкіри призводять до значних втрат рідини. Якщо понад 3% шкіри піддається впливу кислоти, це може бути смертельно.